# CDプリメイロ・デ・アゴスト
クルーベ・デスポルティーヴォ・プリメイロ・デ・アゴスト（ポルトガル語: Clube Desportivo 1º de Agosto）は、アンゴラ・ルアンダを本拠地とする総合スポーツクラブ。主にサッカーで知られているが、バスケットボールなども著名である。

## 歴史
1977年8月1日にメインスポンサーを務めるアンゴラ軍のスポーツクラブとして設立された。1979年にジラボーラの初代王者に輝いて初タイトルを獲得。1980年にはバスケットボール部門もタイトルを取り、後にハンドボールやバレーボールでもタイトルを獲得した。

## タイトル
2020年9月1日現在
- ジラボーラ(13): 1979, 1980, 1981, 1991, 1992, 1996, 1998, 1999, 2006, 2016, 2017, 2018, 2018-19[2][3][4][5][6]
- タッサ・デ・アンゴラ(6): 1984, 1990, 1991, 2006, 2009, 2019[7][8]
- スーペルタッサ・デ・アンゴラ(9): 1991, 1992, 1997, 1998, 1999, 2000, 2010, 2017, 2019[9][10]